# Puni Puni Poemi
Puni Puni Poemi (ぷにぷにぽえみぃ), al igual que Excel Saga, fue dirigida por Shinichi Watanabe. Es una parodia de muchos animes, en especial del tipo chicas mágicas y los estudios de animación, creada en 7 de marzo del 2001 y el 19 de diciembre del 2001 (la serie fue dos OVAs de 30 minutos cada una). Algunos personajes, como el director Shinichi Watanabe, o Nabeshin, ya habían aparecido en Excel Saga, mientras que otros son nuevos.
Puni Puni Poemi es una historia paralela en OVA de Excel Saga.

## Personajes
- Poemi Watanabe (ワタナベぽえみ): Es una niña de 10 años hiperactiva; aún más hiperactiva que Excel, Quiere ser actriz de doblaje, y se llama a sí misma Kobayashi (el nombre de su propia actriz de voz). Por otra parte, y aquí empieza la parodia, se parece a Sakura de Card Captor Sakura. Después de la muerte de Nabeshin y Kumi-kumi, se va a vivir donde las hermanas Asau. Tras encontrar un pescado y usar un cuchillo para quedarse solo con la raspa, el pescado se convierte en un objeto mágico que a su vez transforma a Poemi en la chica mágica Puni Puni Poemi.

- Director Nabeshin o Nabeshin Watanabe (ワタナベシンイチ): Marido de Kumi-kumi-san y padre adoptivo de Poemi. Es el alter ego del director del anime Shinichi Watanabe el cual también aparece en los capítulos de Excel Saga.

- Kumi-kumi-san: Chica de las montañas de Excel Saga y madre adoptiva de Poemi.

- Kei-kun: El chico que le gusta a Poemi. Pese a lo Genki (enérgica) que es Poemi, no se atreve a confesar sus sentimientos a Kei-kun, quien además guarda un secreto.

- Reina Maga: Es una extraña mujer que aparece al comienzo del capítulo 1 hablando con Puni Puni Poemi. Habita en una estación espacial donde observa a la Tierra, después es asesinada por el alíen #2.

- Aliens: Son asesinos intergalácticos los cuales hablan en una extraña lengua. Son 2, el alíen #1, el cual parece tener un Testículo colgando, y el alíen # 2 el cual posee dos. Aparentemente son muy poderosos, ya que el alíen #1  pudo bloquear todos los ataques de Nabeshin. Además pueden pilotar Robot gigantes.

### Las hermanas Asau
Las hermanas Asau son la familia con la cual Poemi se aloja después de la muerte de sus padres adoptivos Nabeshin y Kumi-kumi. Su apellido se debe a que Asau, en la traducción japonesa para "Earth" (Tierra en inglés) ya que ellas son las guardianas del planeta Tierra. Cada una de ellas tiene un poder especial, pero ninguno es de tipo ofensivo y no parecen tener gran utilidad además de para defenderse. Sus nombres están basados en los números japoneses del 1 al 7, de la menor hasta la mayor.       
- Nanase: De 28 años. Es la hermana mayor de la familia, la cual trabaja en una oficina. Su poder es invocar un campo de flores, el cual no sirve de mucho. Su fantasía es ser hombre. Su nombre deriva de Nana, que significa "siete" en japonés.

- Mutsumi: De 22 años. Intenta ser racional y seria pero parece tener un complejo con el pequeño tamaño de sus pechos. Tiene el cabello púrpura y viste de blanco, lo que hace que se parezca a la primera Ropponmatsu de Excel Saga. Su fantasía es tener pechos más grandes. Su poder es caer de alturas sin sufrir daños. Su nombre deriva de Mutsu, que significa "seis" en japonés.

- Itsue: De 19 años. Trabaja como dominatrix, usa su látigo para golpear a sus hermanas cuando está enojada. Su poder es crear un campo de energía protectora con su látigo. Su nombre deriva de Itsu, que significa "cinco" en japonés.

- Shii: De 18 años. Tiene un gran parecido a Hyatt de Excel Saga, su mayor característica es el gran tamaño de sus pechos, a los cuales está sosteniendo continuamente o posándolos en lugares como la cabeza de Poemi. Constantemente menciona los grandes y pesados que son y la fantasía es tener pechos más pequeños. Su poder es sanar a los demás. Su nombre proviene de Shi, que significa "cuatro" en japonés.

- Mitsuki: De 15 años. Es energética y deportista. Inicialmente ella se opone a que Poemi se aloje en su casa, pero sus hermanas la convencen de lo contrario. Su poder es la supervelocidad, con la que puede alcanzar gran rapidez. Su fantasía es ser millonaria. Su nombre deriva de Mittsu, que quiere decir "tres" en japonés.

- Futaba: De 10 años. Compañera de clase y mejor amiga de Poemi. Le gusta Poemi, adora a Poemi, no puede estar sin ella e intenta acostar con ella en varias ocasiones. Por supuesto, es una parodia a Tomoyo Daidouji de Card Captor Sakura. Tiene el poder de pacificar a las criaturas hostiles. Al final del segundo episodio se da a conocer que Futaba es la verdadera personaje principal. Su nombre proviene de Futa, que quiere decir "dos" en japonés. Como curiosidad en la serie de Excel Saga, Futaba y Poemi aparecen como imitadoras de Excel y Hyatt en varios episodios de la misma y con edad de adultas, esto hace pensar que, a pesar de ser una OVA, la historia de Poemi ocurre antes de la historia de Excel Saga.

- Hitomi: De 3 años. Es la más joven de las hermanas. Su fantasía es ser mayor y atractiva. Tiene el poder de la premonición de acontecimientos malos. Su nombre proviene de Hito, que quiere decir "Uno" en japonés

## Banda sonora original
La banda sonora de esta OVA está compuesta por Toshio Masuda.
- Opening: Puni Puni Densetsu-poi.

Cantada por: Yumiko Kobayashi.
Compositor: Toshio Masuda.
Letra: Shinichi Watanabe.
- Ending: Yume Warai Uhohyo (Laughing in my dream heh heh heh).

Cantada por: Yumiko Kobayashi.
Compositor: Toshio Masuda.
Letra: Shinichi Watanabe.
- Datos: Q132053
- Multimedia: Puni Puni Poemi / Q132053